# سامر عوض
سامر عوض (مواليد 9 فبراير 1982 في دمشق) هو لاعب كرة قدم سوري-فلسطيني يلعب مع نادي المجد الرياضي في الدوري السوري كلاعب وسط. مثّل منتخب سوريا لكرة القدم. تنحدر عائلته من قرية الزوية، صفد في شمالي فلسطين.

## روابط خارجية
- سامر عوض على موقع أرشيف الشارخ.
- سامر عوض على موقع قاعدة بيانات كرة القدم.إي يو (الإنجليزية)
- سامر عوض على موقع ناشيونال فوتبول تيمز (الإنجليزية)
- سامر عوض على موقع Soccerway.com (الإنجليزية)
- سامر عوض على موقع كووورة

- اللاعب سامر عوض على موقع كووورة.